# Jehue Gordon
Jehue Gordon (Port of Spain, 15 dicembre 1991) è un ostacolista trinidadiano, specializzato nei 400 metri ostacoli, disciplina di cui è stato campione mondiale a Mosca 2013.

## Palmarès
| Anno | Manifestazione          | Sede           | Evento   | Risultato  | Prestazione | Note                                                       |
| ---- | ----------------------- | -------------- | -------- | ---------- | ----------- | ---------------------------------------------------------- |
| 2008 | Mondiali juniores       | Bydgoszcz      | 400 m hs | Semifinale | 52"26       |                                                            |
| 2009 | Campionati CAC          | L'Avana        | 400 m hs | Bronzo     | 49"45       |                                                            |
| 2009 | Campionati CAC          | L'Avana        | 4×400 m  | 6º         | 3'05"17     |                                                            |
| 2009 | Mondiali                | Berlino        | 400 m hs | 4º         | 48"26       | Record nazionale                                           |
| 2010 | Mondiali juniores       | Moncton        | 400 m hs | Oro        | 49"30       |                                                            |
| 2011 | Campionati CAC          | Mayagüez       | 400 m hs | Bronzo     | 50"10       |                                                            |
| 2011 | Mondiali                | Taegu          | 400 m hs | Semifinale | 49"08       |                                                            |
| 2012 | Giochi olimpici         | Londra         | 400 m hs | 6º         | 48"86       |                                                            |
| 2013 | Mondiali                | Mosca          | 400 m hs | Oro        | 47"69       | Record nazionale · Miglior prestazione mondiale stagionale |
| 2013 | Mondiali                | Mosca          | 4×400 m  | 5º         | 3'01"74     |                                                            |
| 2014 | Giochi del Commonwealth | Glasgow        | 400 m hs | Argento    | 48"75       | Miglior prestazione personale stagionale                   |
| 2014 | Giochi del Commonwealth | Glasgow        | 4×400 m  | Bronzo     | 3'01"51     |                                                            |
| 2015 | Giochi panamericani     | Toronto        | 4×400 m  | Oro        | 2'59"60     | Miglior prestazione personale stagionale                   |
| 2015 | Mondiali                | Pechino        | 400 m hs | Batteria   | 49"91       |                                                            |
| 2016 | Giochi olimpici         | Rio de Janeiro | 400 m hs | Batteria   | 49"90       | Miglior prestazione personale stagionale                   |
| 2018 | Giochi CAC              | Barranquilla   | 400 m hs | 8º         | 50"02       |                                                            |
| 2018 | Campionati NACAC        | Toronto        | 400 m hs | 7º         | 50"12       |                                                            |